# دهستان الوند (قصر شیرین)
دهستان الوند (قصر شیرین) نام دهستانی در بخش مرکزی شهرستان قصر شیرین، استان کرمانشاه در ایران است. براساس سرشماری مرکز آمار ایران در سال ۱۳۸۵، جمعیت آن ۱۶ نفر (۸ خانوار) بوده‌است.